# Goera tarumana
Goera tarumana är en nattsländeart som beskrevs av Malicky 1978. Goera tarumana ingår i släktet Goera och familjen grusrörsnattsländor. Inga underarter finns listade i Catalogue of Life.